# 60 Eridani
60 Eridani är en misstänkt variabel i stjärnbilden Eridanus. 
Stjärnan har visuell magnitud +5,04 och varierar utan någon fastställd amplitud eller periodicitet. Den befinner sig på ett avstånd av ungefär 235 ljusår.